# Geschichte Pisas

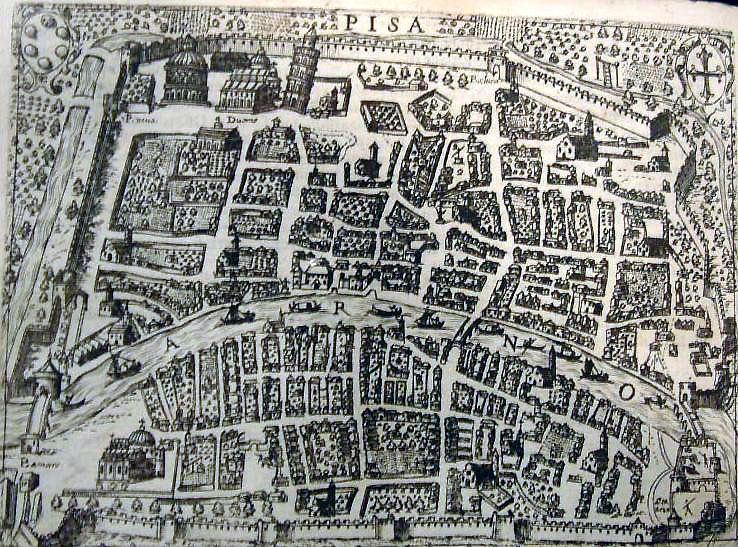
Historische Karte von Pisa, 17./18. Jh.

Dieser Artikel behandelt die Geschichte der Stadt Pisa. Allgemeine Informationen zu dieser Stadt finden sich unter Pisa.

## Antike
Die Altstadt Pisas liegt an der Stelle des antiken Pisae (altgriechisch Πίσαι Pisai) am rechten Ufer des Arno. Dieses wird in der Geschichte erstmals als der Ort erwähnt, an dem eine römische Armee aus Sardinien 225 v. Chr. landete; zu der Zeit hatte die Stadt einen Hafen an der Mündung des südlichen Arms des Arno, nördlich von Livorno. Durch ihre Lage an der Küstenstraße (Via Aurelia) war sie als Grenzfestung gegen Ligurien wichtig. Pisa gehörte, vielleicht bis zur Zeit Sullas, nicht zu Etrurien, sondern zu Ligurien, wobei die eigentliche Grenze zwischen Pisa und Vada Volaterrana (heute Vada) lag. Es wurde 180 v. Chr. zur römischen Kolonie und war aufgrund der Fruchtbarkeit seines Territoriums, seiner Steinbrüche und des Waldbestands für den Schiffbau wichtig.
Augustus gab ihm den Namen Colonia Iulia Pisana; seine Enkel Gaius und Lucius waren Patrone der Kolonie, und nach ihrem Tod wurden ihnen zur Ehre Denkmäler errichtet, wie in zwei überlieferten Inschriften berichtet ist. In der Stadt selbst sind griechische Vasen gefunden worden, was auf die Existenz von etruskischen Gräbern hindeutet. Aber es gibt keine Überreste, außer aus der römischen Zeit einige Ruinen von Bädern und einem Tempel, während die Piazza dei Cavalieri dem Umriss eines antiken Theaters entspricht.

## Langobarden und Franken
Wenig ist über die Geschichte Pisas während der Völkerwanderung bekannt. Es steht fest, dass es eine der ersten Städte war, die ihre Unabhängigkeit wiedererlangten. Unter der byzantinischen Herrschaft profitierte Pisa wie viele andere der seefahrenden Städte Italiens von der Schwäche der Regierung in Konstantinopel. Und selbst während der ersten Jahre der langobardischen Regierung war das Bedürfnis der neuen Herren nach einem Schutz der italienischen Küste vor den Angriffen der Byzantiner günstig für die Entwicklung der Pisaner Flotte.
Wenig Details über den wirklichen Zustand der Stadt sind bekannt; aber Pisa ist gelegentlich erwähnt, fast als wäre es eine unabhängige Stadt gewesen, in Augenblicken, als Italien von den größten Schicksalsschlägen heimgesucht wurde. Nach Amaris Worten war es bereits unabhängig auf See, während es auf Land noch versklavt war. Sein Wohlstand verfiel besonders nach der Errichtung der langobardischen Herrschaft und unter den Franken. Unter den Markgrafen der Toskana, die es im Namen des Kaisers regierten, begann es wieder zu erblühen.

## Hochmittelalter

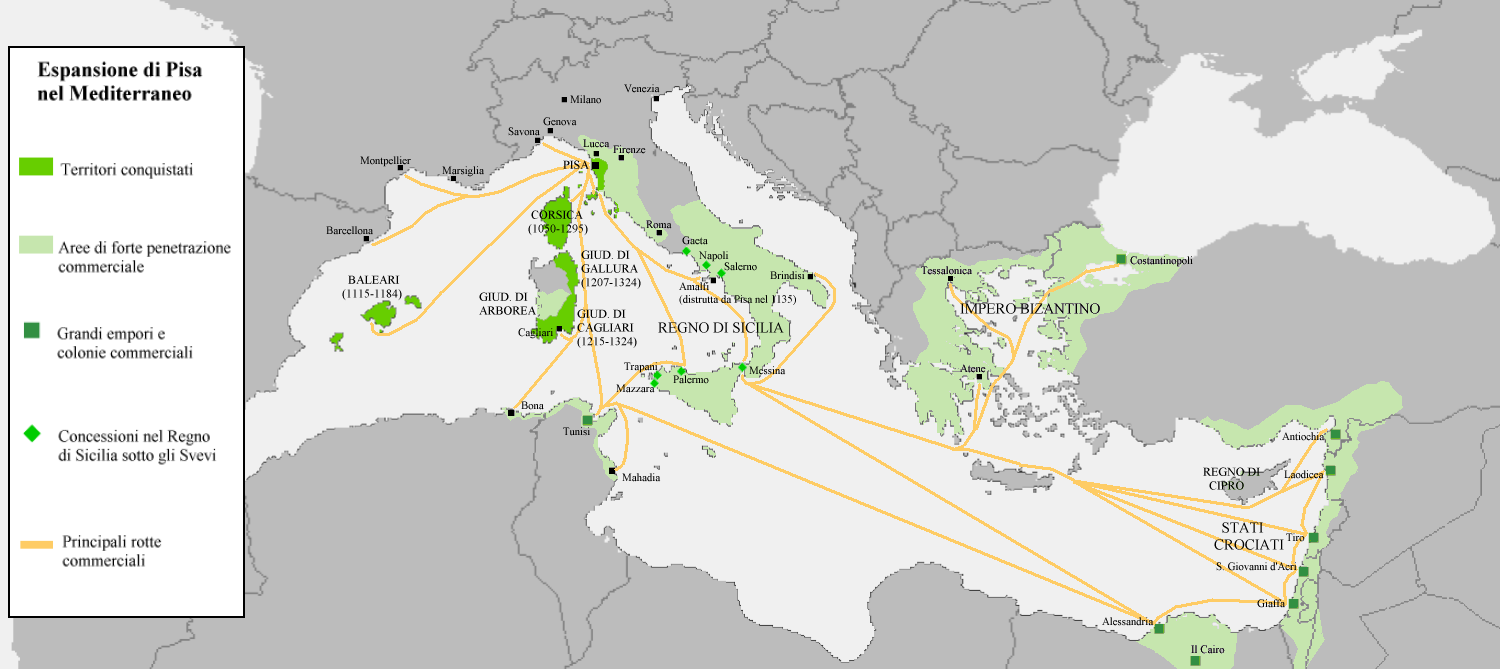
Kolonien, Stützpunkte, Handelsräume und -routen der Republik Pisa

Für das Jahr 1003 gibt es Berichte eines Kriegs zwischen Pisa und Lucca, der gemäß Lodovico Antonio Muratori der erste zwischen italienischen Städten im Mittelalter war. Aber die militärische Entwicklung und wirkliche Bedeutung Pisas im 11. Jahrhundert muss man dem kontinuierlichen und verzweifelten Kampf gegen die sarazenischen Invasionen aus Sizilien zuschreiben. Zahlreiche Legenden und Fabeln der alten Chronisten verschleiern die wahre Geschichte dieses Kampfes. Populär ist etwa die Sage von der Edelfrau Kinzica dei Sismondi, die Pisa bei einem Sarazenenangriff gerettet haben soll. Dennoch bestätigen diese Erzählungen die Wichtigkeit Pisas in jenen Tagen. Ab dem elften Jahrhundert war Pisa eine Seerepublik.
1004 erstürmten die Sarazenen die Tore und plünderten ein Quartier der Stadt; 1011 erneuerten sie den Angriff. Aber die Pisaner schlugen sie zurück und gingen in Kalabrien, Sizilien und selbst in Afrika in die Offensive. Noch denkwürdiger war die Expedition, die danach von den vereinigten Kräften Pisas und Genuas gegen Mogahid unternommen wurde, der in den italienischen Chroniken besser als Mugeto bekannt ist. Der muslimische Führer hatte sich selbst zum Herrn über Sardinien gemacht und wurde von dort 1015 durch die alliierten Flotten vertrieben. Wiederum fiel er auf der Insel ein, wurde wieder angegriffen und von den gleichen Gegnern geschlagen. Er hinterließ einen Bruder und einen Sohn, oder wie einige Quellen behaupten, eine Frau und einen Sohn als Gefangene.
Sardinien wurde weiterhin von einheimischen Richtern regiert, die wie kleine Souveräne agierten, aber unter der Oberherrschaft Pisas standen. Dies war der Hauptgrund für den Neid der Genuesen und für ihre Kriege gegen Pisa, die sie weiter führten, bis seine Macht gebrochen war. Inzwischen erblühte Pisa mehr und mehr und setzte seine feindlichen Handlungen gegen die Sarazenen fort. 1062 kehrten seine Schiffe mit Beute beladen aus Palermo zurück. So ist es nicht überraschend, dass Pisa schon sein eigenes Gesetzbuch hatte (Consuetudini di mare), das 1075 von Gregor VII. genehmigt und 1081 durch ein Patent von König Heinrich IV. bestätigt wurde, ein Dokument, das zum ersten Mal die Existenz eines Magistrats analog zu den Konsuln der Republik erwähnt, wenn es auch letztere laut einigen Autoren schon 1080 in Pisa gab. Dieser Punkt ist allerdings zweifelhaft, und andere Autoren datieren die erste authentische Erwähnung der Konsuln auf das Jahr 1095. Die ältesten der überlieferten Pisaner Statuten ist das Breve dei consile di mare von 1162.
Die Pisaner nahmen am ersten Kreuzzug, der 1099 mit der Eroberung Jerusalems endete, teil und leiteten daraus viele Handelsvorteile ab. Denn innerhalb kurzer Zeit besaßen sie Banken, Konsuln, Lager und Privilegien aller Art in jedem östlichen Hafen. Während also die Kommune Pisa noch unter der Herrschaft der Markgrafen der Toskana stand, wurden alle Verhandlungen mit der Stadt geführt, als wäre sie ein unabhängiger Staat, der offiziell vom Erzbischof und den Konsuln vertreten wurde.
Die Aristokraten waren die vorherrschende Partei und besetzten die höchsten Ämter der Republik, die im 12. Jahrhundert durch ihre Kriege mit den Lucchesi, Genuesen und Moslems, sowohl zu Wasser als auch an Land, zu großer Macht kam. 1110 schloss Pisa nach sechs Jahren kontinuierlichem Krieg Frieden. In den Jahren 1113 bis 1115 gelang ihm ein noch größeres Unternehmen: Im Balearenkrieg griff eine angeblich 300 Schiffe umfassende Pisaner Flotte, befehligt vom Erzbischof Pietro Moriconi, im Zusammenwirken mit zahlreichen weiteren Schiffen, die von Katalanen und verschiedenen Territorialherrschern Okzitaniens gestellt wurden, die Balearen an. Dort sollen bis zu 20.000 Christen von den Moslems gefangen gehalten worden sein. Die vereinte Streitmacht eroberte schließlich die Hauptstadt Mallorcas, kehrte mit Beute und mit einer Vielzahl christlicher und muslimischer Gefangener heim. Erstere wurden freigelassen oder freigekauft, und unter letzteren war der letzte Nachkomme der herrschenden Dynastie. Der Haupteunuch, der Mallorca regiert hatte, starb bei der Belagerung.

## Konflikt mit Genua

Historische Ansicht von Pisa

Unmittelbar darauf brach der 14-jährige Krieg (1118–1132) mit Genua aus. Die zwei Republiken stritten um die Seeherrschaft und beide beanspruchten die oberste Macht über die Inseln Korsika und Sardinien (siehe auch Geschichte Korsikas). Ein päpstliches Edikt, das die Vormachtstellung über Korsika der Pisaner Kirche verlieh, stellte sich als genügender Kriegsgrund heraus. Dann übertrug Innozenz II. die Vormachtstellung über Teile Korsikas an die Genueser Kirche und entschädigte Pisa mit Land auf Sardinien und anderswo. Dementsprechend zogen die Pisaner, um den Papst und Kaiser Lothar III. zufriedenzustellen, in neapolitanisches Territorium, um die Normannen zu bekämpfen. Sie halfen bei der Verteidigung der Stadt Neapel und attackierten und plünderten zweimal (1135 und 1137) Amalfi, mit der Wirkung, dass die Stadt nie wieder ihren alten Wohlstand erlangte.
Der Krieg mit Genua ging nie richtig zu Ende. Selbst nach der Wiedereroberung Jerusalems durch die Moslems (1187) kamen sich Pisaner und Genuesen wieder im Osten ins Gehege. Sie demonstrierten ihre Feindschaft im Sizilianischen Krieg im Namen des Kaisers Heinrich VI. Von diesem Moment an war klar, dass es keinen dauerhaften Frieden zwischen den rivalisierenden Mächten geben würde, bis eine vernichtet war. Die Größe und der Wohlstand der Pisaner in dieser Phase der Geschichte zeigt sich im Bau vieler vornehmer Häuser, die die Stadt schmücken. Die Fundamente für die Kathedrale wurden 1063 gelegt, und ihre Weihung fand 1174 statt. Das Baptisterium wurde 1152 begonnen, und der Campanile (der berühmte Schiefe Turm) folgte 1173. Alle drei Bauwerke waren hauptsächlich das Werk Pisaner Künstler, die der italienischen Architektur neues Leben einhauchten, so wie sie später die Kunst der Bildhauerei erneuerten.

## Konflikt mit Florenz
Von einigen Schreibern – insbesondere Tronci – wird behauptet, dass Pisa im 12. Jahrhundert eine demokratischere Form der Regierung annahm. Tatsächlich aber wurde das höchste Amt immer noch von den Adligen bekleidet, die sowohl in Pisa als auch in Sardinien fast souveräne Macht ausübten. Sie bildeten die wahre Stärke der Republik und sorgten dafür, dass sie dem Kaiser und der ghibellinischen Partei treu blieb. Das guelfische und das populäre Element, das die Macht und Prosperität von Florenz ausmachte, war Pisa gegenüber feindlich eingestellt und führte zu seinem Fall.
Die Unabhängigkeit von Florenz war wesentlich späteren Ursprungs und datiert in die Zeit des Todes der Markgräfin Matilda (1115), aber die Stadt stieg rasch auf und wurde unvermeidlich eine Rivalin Pisas. Aufgrund der politischen und kommerziellen Interessen, die Florenz an den römischen Hof banden, herrschte dort das guelfische Element vor, während das Wachstum seiner Handelsaktivitäten den Staat dazu zwang, auf Gewässer überzugreifen, die unter Pisaner Herrschaft standen. Und obwohl Pisa bis dahin in der Lage gewesen war, sich Genua und Lucca zu widersetzen, war der Kampf nicht mehr so einfach, weil seine Feinde militärisch und politisch von den Florentinern unterstützt wurden, die geschickt darin waren, mächtige Verbündete zu gewinnen.
Die Chronisten schrieben den ersten Krieg mit Florenz, der 1222 ausbrach, einem höchst lächerlichen Motiv zu. Die Gesandten der rivalisierenden Staaten in Rom sollen sich über einen Schoßhund gestritten haben. Das zeigt nur, dass es schon so viele allgemeine und andauernde Kriegsgründe gab, dass kein besonderer Anlass mehr notwendig war, um ihn zu provozieren. 1228 trafen die Pisaner bei Barga in der Garfagna auf die vereinigten Kräfte von Florenz und Lucca und besiegten sie. Zur gleichen Zeit sandten sie 52 Galeeren, um Friedrich II. bei seiner Expedition in den Osten beizustehen. Kurz darauf wurden die Kriegshandlungen mit den Genuesen wegen Sardinien wiederaufgenommen. Die Richter, die die Insel regierten, waren ständig miteinander im Streit, und weil einige von ihnen Pisa, andere Genua um Hilfe baten, wurde das italienische Meer einmal mehr von Blut gefärbt.
Der Krieg brach bis 1259 immer wieder aus und endete in einem entscheidenden Sieg der Pisaner und der Konsolidierung ihrer Vorherrschaft in Sardinien. Aber inzwischen war Florenz ein Bündnis mit Genua, Lucca und den guelfischen Städten der Toskana gegen seine ghibellinische Rivalin eingegangen. Der Papst hatte Friedrich II. und alle seine Anhänger exkommuniziert. Als krönende Katastrophe für die italienischen Ghibellinen stellte sich der Tod Friedrichs II. 1250 heraus. Dennoch waren die Pisaner unverzagt. Mit Verbannten aus Siena, Pistoia und Florenz an ihrer Seite stellten sie sich selbstsicher dem Feind entgegen, wurden aber 1254 geschlagen.
Bald nach diesem Zeitpunkt wurde die alte aristokratische Regierung Pisas durch eine volksnähere Form ersetzt. Statt der Konsuln gab es nun zwölf Ältere (anziani); neben dem Podestà gab es einen Capitano des Volks, und daneben gab es einen allgemeinen Rat und einen 40-köpfigen Senat. Mit der Schlappe der toskanischen Guelfen in der Schlacht von Montaperto (1260) drehte sich das Blatt wieder zugunsten Pisas. Aber die Schlacht von Benevent (1266), in der Manfred fiel, und die Niederlage von Tagliacozzo (1268), die den Untergang des Hauses Hohenstaufen in Italien und den Aufstieg der Anjou besiegelte, waren fatal für Pisa. Die Republik hatte immer auf der Seite des Kaiserreichs gestanden und Konradin favorisiert.
Der Papst erließ ein Edikt gegen die Pisaner und versuchte, ihnen Sardinien zu entziehen, während ihre Händler von den Angevins aus Sizilien verdrängt wurden. Diese Ereignisse wirkten sich auf den inneren Zustand der Stadt aus. Aufgrund des steigenden Einflusses der Guelfen und des Bürgertums, an dem die ehrgeizigeren Adligen zur Förderung ihrer persönlichen Ziele festhielten, verlor die ghibellinische Partei rasch an Boden. Der erste Mann, der in diesem Augenblick die Initiative ergriff, war Ugolino della Gherardesca aus dem einflussreichen Haus dieses Namens. Er war praktisch das Oberhaupt der Republik geworden, und um seine Unabhängigkeit und seine eigene Herrschaft zu bewahren, neigte er trotz der ghibellinischen Traditionen seines Geschlechts zu den Guelfen und zum Bürgertum. Er wurde von seinem Verwandten Giovanni Visconti unterstützt, der Richter von Gallura war.
Aber fast alle anderen bedeutenden Familien hassten ihn und erklärten ihn zum Verräter seiner Partei, seines Landes und seiner Familie. Also wurden er und Visconti 1274 verbannt. Beide schlossen sich den Florentinern an, nahmen am Krieg gegen ihre Heimatstadt teil und verwüsteten das umgebende Gebiet. 1276 wurden die Pisaner gezwungen, bitteren Bedingungen zuzustimmen: den Florentiner Handel von allen Hafengebühren freizustellen, bestimmte Festungen an Lucca zu übergeben, und die Rückkehr des Grafen Ugolino zu erlauben, dessen Häuser sie niedergebrannt und dessen Land sie konfisziert hatten. So wurde der Graf wieder ein mächtiger Führer in Pisa. Visconti dagegen war tot.

## Schlacht von Meloria und ihre Konsequenzen
Dies war der Moment, den Genua für einen entscheidenden Krieg mit der ewigen Rivalin wählte. Einige Jahre lang belauerten sich die beiden Flotten und verwickelten sich lediglich in kleine Scharmützel, als wollten sie ihre Stärke messen und sich für einen endgültigen Schlag vorbereiten. Am 6. August 1284 fand dann die entscheidende Schlacht von Meloria statt. Dabei standen 72 Pisaner 88 Genueser Galeeren gegenüber. Die Hälfte der Pisaner Schiffe wurde geentert oder zerstört. Die Chronisten sprechen von 5000 Toten und 9.000 bis 11.000 Gefangenen; obwohl diese Zahlen mit entsprechender Vorsicht zu betrachten sind, war die Anzahl der Gefangenen doch so groß, dass man sagte: Um Pisaner zu sehen, musst du nun nach Genua gehen.
Diese Niederlage brach die Macht Pisas zwar nicht völlig, es hatte in der Folgezeit aber immer größere Probleme damit, sein verbliebenes Herrschaftsgebiet zu behaupten. Eine weitere Folge des verlorenen Krieges war auch, dass sich die toskanischen Guelfen wieder zusammen taten, um Pisa anzugreifen. Graf Ugolino hatte an der Schlacht von Meloria teilgenommen und wurde des Verrats bezichtigt. Auf der Höhe der Katastrophe für sein Land versuchte er sich selbst an der Macht zu halten, indem er durch die Abgabe bestimmter Festungen an Lucca zu einer Einigung mit Florenz kam, und indem er es unterließ, die Verhandlungen mit Genua über die Freigabe der Gefangenen abzuschließen, aus Angst, dass diese ihm mehr oder weniger feindlich gesinnt waren. Dies schürte einen Sturm der Empörung gegen ihn. Der Erzbischof Ruggieri, der sich an die Spitze des Adels gestellt hatte, wurde von den Lanfranchi, Sismondi und Gualandi sowie von einem Teil des Bürgertums zum Podestà gewählt. Die Stadt versank im Bürgerkrieg zwischen Anhängern des Erzbischofs und Anhängern des Grafen. Nach einem Tag Kampf (1. Juli 1288) wurden der Graf, seine beiden Söhne und seine beiden Enkel im Palazzo del popolo festgesetzt und in einen Turm geworfen, der den Gualandi gehörte und als Turm der Sieben Straßen bezeichnet wurde. Hier sollten sie alle an Hunger sterben. Ihr tragisches Ende wurde später in der Göttlichen Komödie verewigt. Die Sympathien Dante Alighieris, eines Florentiner Patrioten und Feind Roms, waren natürlich auf der Seite des Opfers des aristokratischen Prälaten, der sich einer Versöhnung mit Florenz widersetzte.
Die wirtschaftlich zunehmend erstarkenden Florentiner waren nun mit Lucca und Genua verbündet. Einige ihrer Schiffe konnten sich Zugang zum Pisaner Hafen verschaffen, blockierten ihn mit versenkten Booten und besetzten seine Festungstürme. Ihre eigene innere Uneinigkeit setzte dem Feldzug 1293 ein Ende, aber erst, nachdem sie einen vorteilhaften Frieden geschlossen hatten. Sie und alle Mitglieder des guelfischen Bündnisses waren von allen Abgaben in Pisa und seinem Hafen befreit. Zusätzlich zu diesen Privilegien hielten die Genueser Korsika und einen Teil Sardiniens; auf der ganzen Insel Elba waren sie von jeglicher Steuer ausgenommen. Für ihre Pisaner Gefangenen erhielten sie ein Lösegeld von 160.000 Lire. Es waren allerdings nicht mehr viele, denn ein Großteil war an den erlittenen Entbehrungen zugrunde gegangen.

## Unter wechselnden Herren
1312 erfreute die Ankunft des Kaisers Heinrich VII. die Herzen der Pisaner, aber sein plötzlicher Tod 1313 enttäuschte wiederum ihre Hoffnungen. Er wurde in Pisa bestattet, und Uguccione della Faggiola blieb als kaiserlicher Leutnant, wurde zum Podestà und Capitano des Volks gewählt und wurde auf diese Weise praktisch Herr der Stadt. Als ghibellinischer Führer von Ansehen und Tapferkeit war er in der Lage, das militärische Prestige Pisas wiederherzustellen. Unter seinem Kommando eroberte es Lucca und besiegte am 29. August 1315 die Florentiner in der Schlacht bei Montecatini. Seine Herrschaft war aber so tyrannisch, dass er 1316 durch den öffentlichen Zorn vertrieben wurde.
Aber Pisas Freiheit war für immer verloren. Ihm folgten andere Herren oder Tyrannen, von denen der berühmteste Castruccio Castracani war, ein politischer und militärischer Abenteurer der gleichen Prägung wie Uguccione. Mit Hilfe Ludwigs von Bayern wurde Castruccio Herr über Lucca und Pisa und war über die Florentiner siegreich; aber sein vorzeitiger Tod 1328 machte die Stadt wieder zum Opfer gegensätzlicher Parteien. Neue Herren kamen in dieser Phase an die Macht, aber der militärische Heldenmut der Pisaner war noch nicht erloschen. Auf See waren sie fast ohnmächtig, nun dass Korsika und Sardinien für sie verloren waren; aber an Land waren sie noch ernst zu nehmen.
1341 belagerten sie Lucca, um den Einzug der Florentiner zu verhindern, denen die Stadt vom mächtigen Mastino della Scala für 250.000 Florin verkauft worden war. Von ihren Verbündeten Mailand, Mantua, Padua unterstützt zogen sie gegen ihre Rivalen in die Schlacht, fügten ihnen bei Altopascio (2. Oktober) eine Schlappe zu und schlossen sie wieder aus ihrem Hafen aus. Daraufhin erhielten die Florentiner den Hafen Talamone von Siena und gründeten ihre eigene Flotte. Damit waren sie in der Lage, die Insel Giglio zu erobern. Sie griffen den Pisaner Hafen an, trugen seine Ketten davon und brachten sie im Triumphzug nach Florenz, wo sie vor dem Baptisterium aufgehängt wurden. Dort blieben sie bis 1848 und wurden dann als Beweis für die Brüderschaft aller italienischen Städte an Pisa zurückgegeben, wo sie auf dem Campo Santo ausgestellt wurden.
Der Krieg wurde nun von den freien Zünften mit wechselndem Glück fortgeführt, aber immer mehr oder weniger zum Schaden für Pisa. 1369 wurde ihnen Lucca von Kaiser Karl IV. entzogen. Danach beschloss Gian Galeazzo Visconti, der Conte di Virtù, seine ehrgeizigen Pläne für ganz Italien vorwärtszutreiben, indem er den Gambacorti Pisa entriss. Denn zu dieser Zeit war in dem Konflikt der Raspanti-Fraktion – angeführt von den Gherardesca – mit den Bergolini – angeführt von den Gambacorti – die letztere Familie zum Herrn der Stadt geworden. Auf Viscontis Veranlassung wurde Piero Gambacorti, der momentane Herrscher, verräterisch von Jacopo d’Appiano ermordet. Dieser folgte ihm als Tyrann von Pisa und vermachte den Staat seinem Sohn Gherado. Letzterer, ein Mann mit wenig Können und Mut, verkaufte Pisa an den Conte di Virtù und erhielt im Tausch 200.000 Florin, Piombino und die Inseln Elba, Pianosa und Monte Cristo.
So nahm 1399 Visconti Pisa in Besitz und hinterließ es seinem Sohn Gabriele Maria Visconti, der später verbannt wurde. Aber selbst während dieses Jahrhunderts der Katastrophen hegten die Pisaner nicht nur weiter ihre Handelsaktivitäten, sondern auch die schönen Künste. 1278 hatten sie den Bau ihres schönen Campo Santo Niccolò und Giovanni Pisano anvertraut, die den architektonischen Teil gegen Ende des Jahrhunderts vollendeten. Im folgenden Jahr waren die ersten italienischen Künstler mit seiner Dekoration beschäftigt, und die berühmten Fresken, die Andrea Orcagna zugeschrieben werden, wurden gemalt. Andere wurden danach von Benozzo Gozzoli und Männern geringerer Bedeutung geliefert, und die Ausschmückungsarbeit wurde erst 1464 abgebrochen.

## Eroberung durch Florenz
Inzwischen griffen die Florentiner 1406 ein weiteres Mal Pisa an und belagerten es gleichzeitig von See und von Land. Aufgrund der Hungersnot unter den Verteidigern und unterstützt durch den Verrat Giovanni Gambacortis zogen sie am 9. Oktober im Triumph in die Stadt ein und versuchten jede Rebellion im Keim zu ersticken und die Bürger mit höchst grausamen Maßnahmen aus der Stadt zu vertreiben. Infolgedessen gab es lange Zeit einen kontinuierlichen Emigrantenstrom aus Pisa.
Die Medici verfolgten eine humanere Vorgehensweise. 1472 versuchte Lorenzo il Magnifico das alte Ansehen der Pisaner Universität wiederherzustellen. Zu diesem Zweck versah er sie mit berühmten Gelehrten und zwang die Florentiner, abgesehen von einigen Lehrstühlen für Wissenschaft und Philosophie, ihr Studium in Pisa zu absolvieren. Aber nichts konnte wirklich den unauslöschlichen Hass des besiegten Volks lindern. Als Karl VIII. sich 1494 auf seine Reise nach Italien begab und auf dem Weg in die Toskana nach Sarzana kam, wurde er von den Pisanern mit großen Freudenskundgebungen willkommengeheißen. Und obwohl der Monarch angeblich ein Freund von Florenz war, zögerten sie selbst in seiner Anwesenheit nicht, die Florentiner Flagge, den Marzocco, in den Arno zu werfen und sich für den Krieg zu rüsten.
Zwischen 1499 und 1505 widerstanden sie drei Belagerungen und schlugen drei angreifende Armeen zurück. Aber ihre Gegner kehrten immer wieder zum Angriff zurück, und, was noch schlimmer wog, verwüsteten jedes Jahr ihr Territorium und vernichteten ihre Ernte. Piero Soderini, der ständige Gonfaloniere von Florenz, und Machiavelli, Sekretär der Dieci, trieben den Krieg voran. 1509 lagerte Florenz mit seinen Truppen auf drei Seiten der bedrängten Stadt, die schließlich aufgrund der Hungersnot am 8. Juni 1509 kapitulieren musste. Von da an blieben die Florentiner die Herren über Pisa.
Aber nun zeigten die Eroberer, hauptsächlich dank der Bemühungen Soderinis und Machiavellis, großen Edelmut. Sie brachten große Mengen an Proviant mit sich, der kostenlos an alle verteilt wurde. Sie versuchten der leidenden niederen Bevölkerung in jeder Weise beizustehen und gaben den wohlhabenderen Klassen andere Unterstützung. Trotzdem setzte sich die Emigration noch in größerem Maßstab als 1506 fort, und die eigentliche Geschichte Pisas könnte man als beendet betrachten.

## Pisa als Teil der Toskana
In Neapel, Palermo, ganz Italien, der Schweiz und dem Süden Frankreichs kann man noch die Namen der Pisaner Familien finden, die ihre geliebte Heimat zu der Zeit verließen. Die Florentiner bauten umgehend eine neue Zitadelle, was für die Pisaner von großer Bitterkeit war. Die Medici aber blieben der Stadt gut gesinnt. Leo X. war ein aktiver Patron der Universität, aber sie verfiel wieder nach seinem Tod. Der Großherzog Cosimo I., ein echter Staatsmann, förderte nicht nur wieder die Universität, sondern richtete auch das uffizio dei fossi ein, ein Entwässerungsamt für die Urbarmachung des Marschlandes, und gründete den Stephansorden. Dieser Orden spielte eine vornehme Rolle beim Schutz des toskanischen Handels, indem er Piraten bekämpfte und das Ansehen der großherzöglichen Marine begründete.
Unter den folgenden Medici verfiel Pisas Wohlstand zunehmend. Ferdinand I. initiierte dort ein paar öffentliche Werke und ließ vor allem die Kathedrale restaurieren, die 1595 teilweise durch ein Feuer zerstört worden war. Diese düsteren Zeiten werden jedoch durch einen Namen aufgehellt: den von Galileo Galilei.
Die Geschichte Pisas als Teil des Großherzogtums Toskana und später Italiens wird in den Artikeln Toskana und Geschichte Italiens berichtet.